# Học viện Andrews Osborne
Cách thành phố Cleveland 32 km về phía Đông, Học viện Andrews Osborne (AOA) là một trường tư thục nội trú dành cho cả nam lẫn nữ học viên. Với diện tích hơn 300 mẩu vuông, Andrews Osborne Academy có thể được coi là một trường có diện tích lớn ở thành phố Willoughby bang Ohio.
Andrews Osborne Academy nổi tiếng ở bang Ohio nhờ vào thành tích 100% học viên của mình được chấp nhận vào các trường đại học uy tín ở Mỹ.

## Chương trình đào tạo
Andrews Osborne Academy có các môn học như Toán, Khoa học, Tiếng Anh ESL, Lịch sử, Tiếng Pháp, Tiếng Tây Ban Nha và các môn nghệ thuật. Đặc biệt, Andrews Osborne Academy có các lớp chuyên dành cho các học viên giỏi.
Andrews Osborne Academy có rất nhiều các môn thể thao để các học viên tham gia như đá banh, bóng chuyền, tennis… Đặc biệt, Andrews Osborne Academy được biết đến rất nhiều bởi môn cưỡi ngựa.

## Được công nhận
Andrews Osborne Academy được công nhận bởi tổ chức: ISACS, State of Ohio Department of Accreditation.